# Ines Feierabend

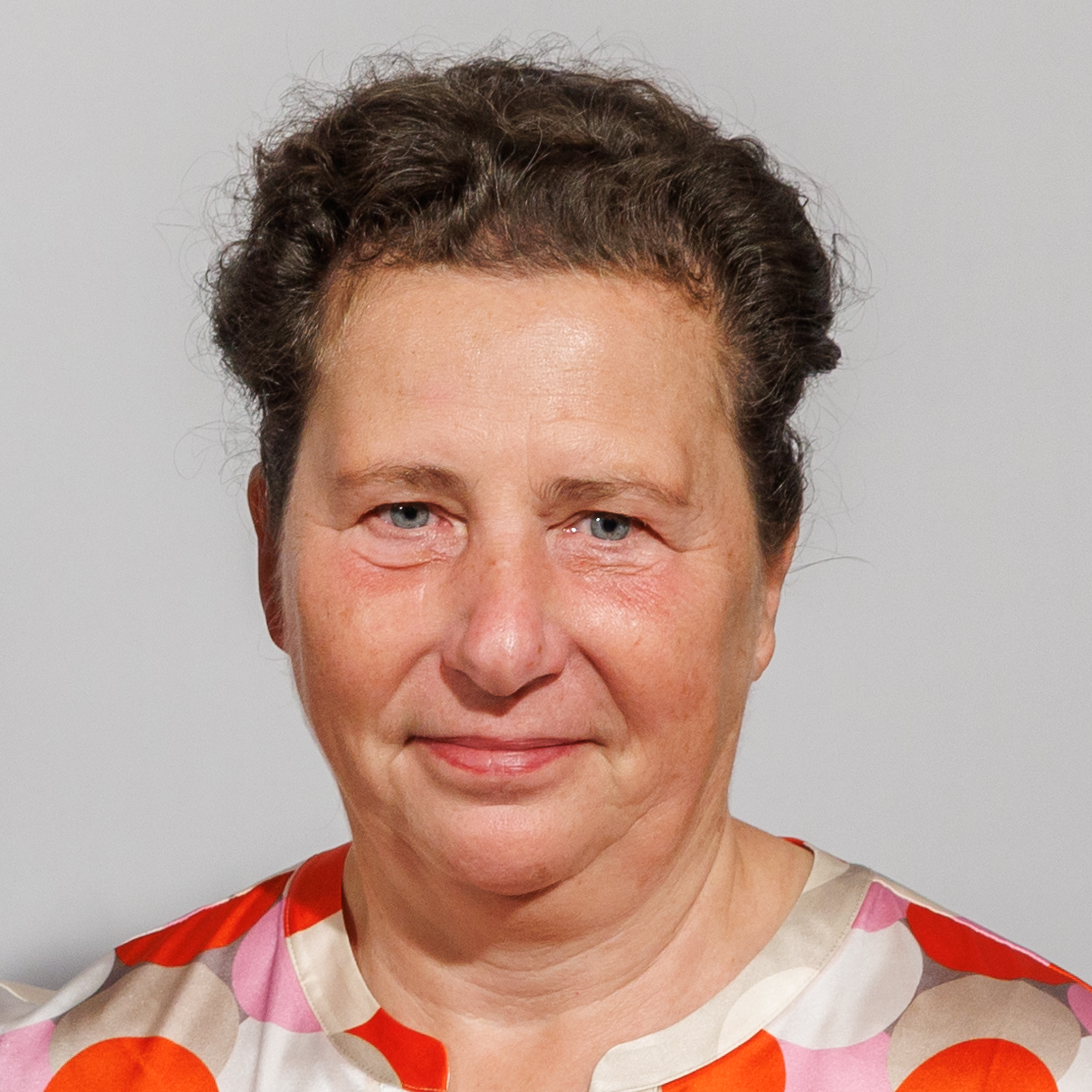
Ines Feierabend (2024)

Ines Feierabend (* 20. April 1965 in Erfurt) ist eine deutsche Politikerin (Die Linke). Von 2015 bis 2024 war sie Staatssekretärin im Ministerium für Arbeit, Soziales, Gesundheit, Frauen und Familie des Freistaats Thüringen.

## Werdegang
Feierabend studierte nach dem Schulbesuch von 1981 bis 1985 Pädagogik am Institut für Lehrerbildung in Meiningen mit Abschluss als Lehrerin für die unteren Klassen. Nach der Absolventenzeit studierte sie von 1988 bis 1990 an der Parteihochschule Karl Marx. Anschließend war sie in verschiedenen Positionen in Berliner Bezirksverwaltungen und in der Senatsverwaltung tätig, zuletzt bis 2014 als stellvertretende Bürgermeisterin und Bezirksstadträtin für Arbeit, Soziales und Gesundheit im Bezirk Treptow-Köpenick.
Am 1. Januar 2015 wurde sie von Ministerin Heike Werner zur Staatssekretärin im Thüringer Ministerium für Arbeit, Soziales, Gesundheit, Frauen und Familie ernannt. Mit dem Amtsantritt des Kabinetts Voigt schied sie am 13. Dezember 2024 aus dem Amt der Staatssekretärin aus.